# Мунія яванська
Му́нія яванська (Lonchura leucogastroides) — вид горобцеподібних птахів родини астрильдових (Estrildidae). Ендемік Індонезії.

## Опис

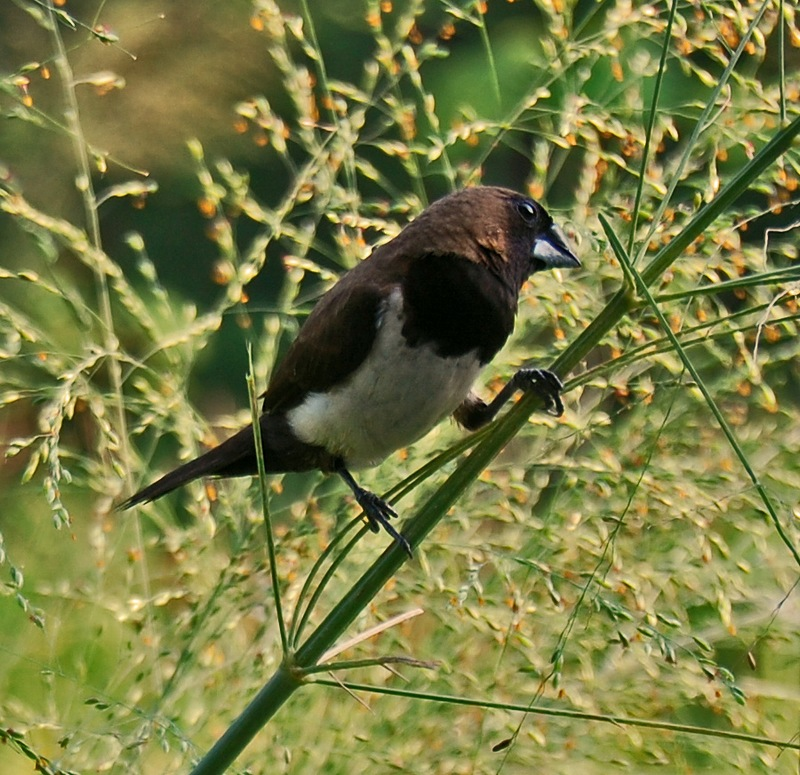
Яванська мунія

Довжина птаха становить 10,5-11 см. Виду не притаманний статевий диморфізм. Обличчя, горло і верхня частина грудей чорні, верхня частина тіла світло-коричнева. Надхвістя і хвіст чорні, гузка і нижні покривні пера хвоста коричневі. Решта нижньої частини тіла біла, боки чорнуваті. Очі карі, дзьоб чорнуватий, знизу сірий. У молодих птахів чорні плями на голові, горлі і грудях відсутні, пера на спині мають помітні світлі стрижні, нижня частина тіла охриста.

## Поширення і екологія
Яванські мунії мешкають на сході Суматри, на Яві, Балі і острові Ломбок. Також вони були інтродуковані в Сінгапурі та в Малайзії. Яванські мунії живуть в чагарникових заростях, на луках, місцями порослих деревами і чагарниками, в садах і на полях. Зустрічаються парами або невеликими зграйками, на висоті до 1500 м над рівнем моря. Живляться насінням трав, іноді також ягодами, плодами і пагонами. Розмножуються протягом всього року, гніздяться в кронах дерев. В кладці 4-5 білих яйця, інкубаційний період триває 18-20 днів, іноді до 28 днів. Пташенята покидають гніздо через 35-38 днів після вилуплення, після чого молоді птахи об'єднуються в зграйки.